# ماتسودایرا نوریهیرو
ماتسودایرا نوریهیرو (به ژاپنی: 松平 乗寛 Matsudaira Norihiro); ۲۵ ژانویهٔ ۱۷۷۸ – ۱۶ دسامبر ۱۸۳۹) سامورایی، کیوتو شوشیدای و روجو در دوره ادو اهل ژاپن بود.